# 햄 혹

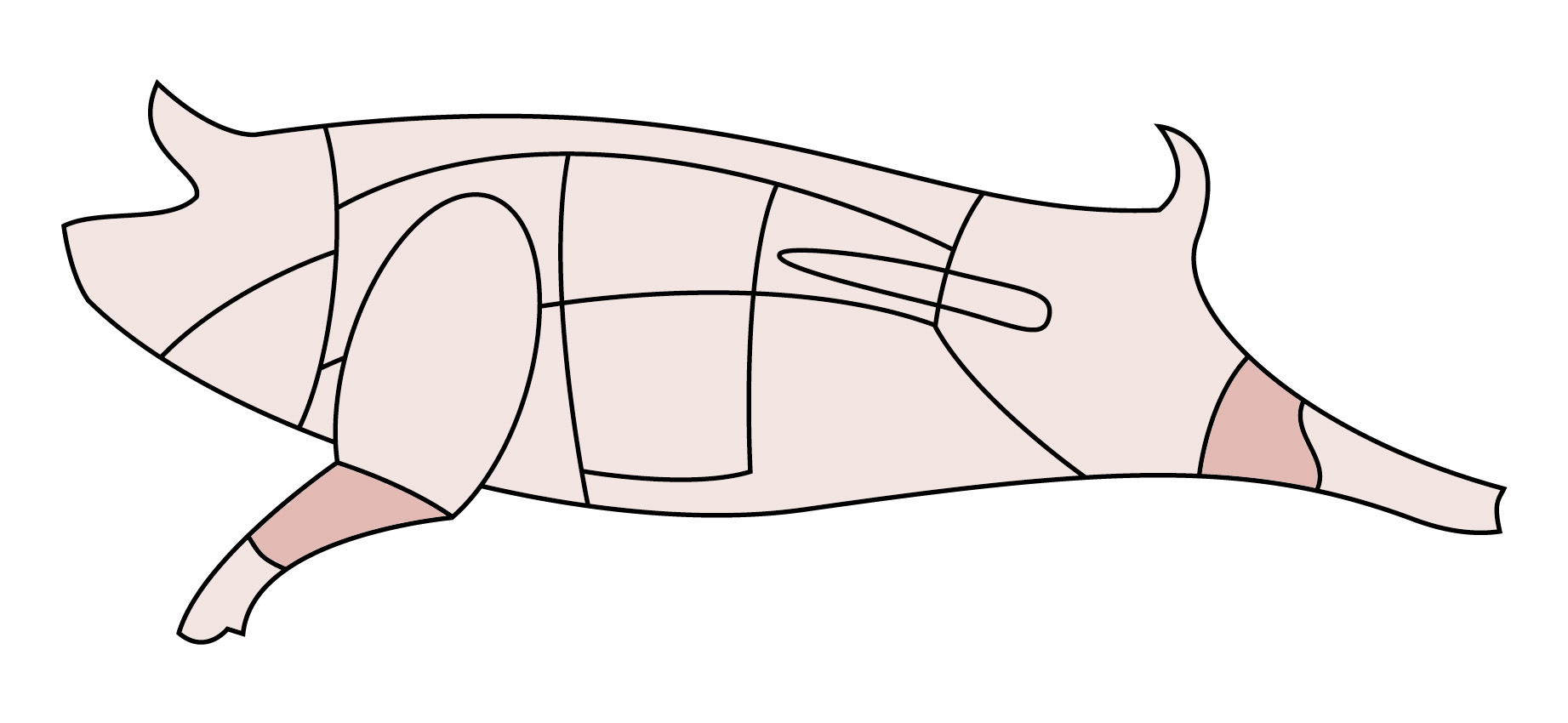
햄 혹 (짙은 분홍색)

햄 혹(영어: ham hock)은 돼지의 정강이·종아리와 발허리뼈 사이에 있는 부위이다.

## 사진 갤러리

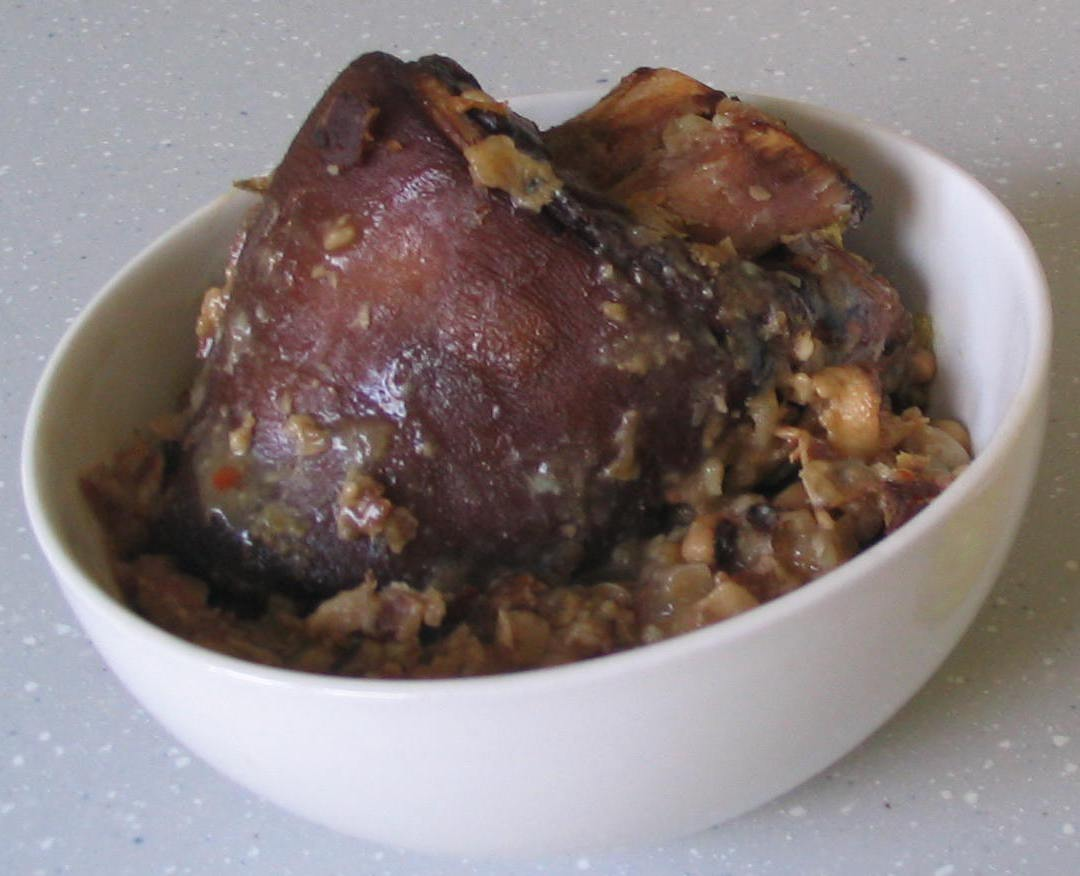
햄 혹과 동부 (솔 푸드)
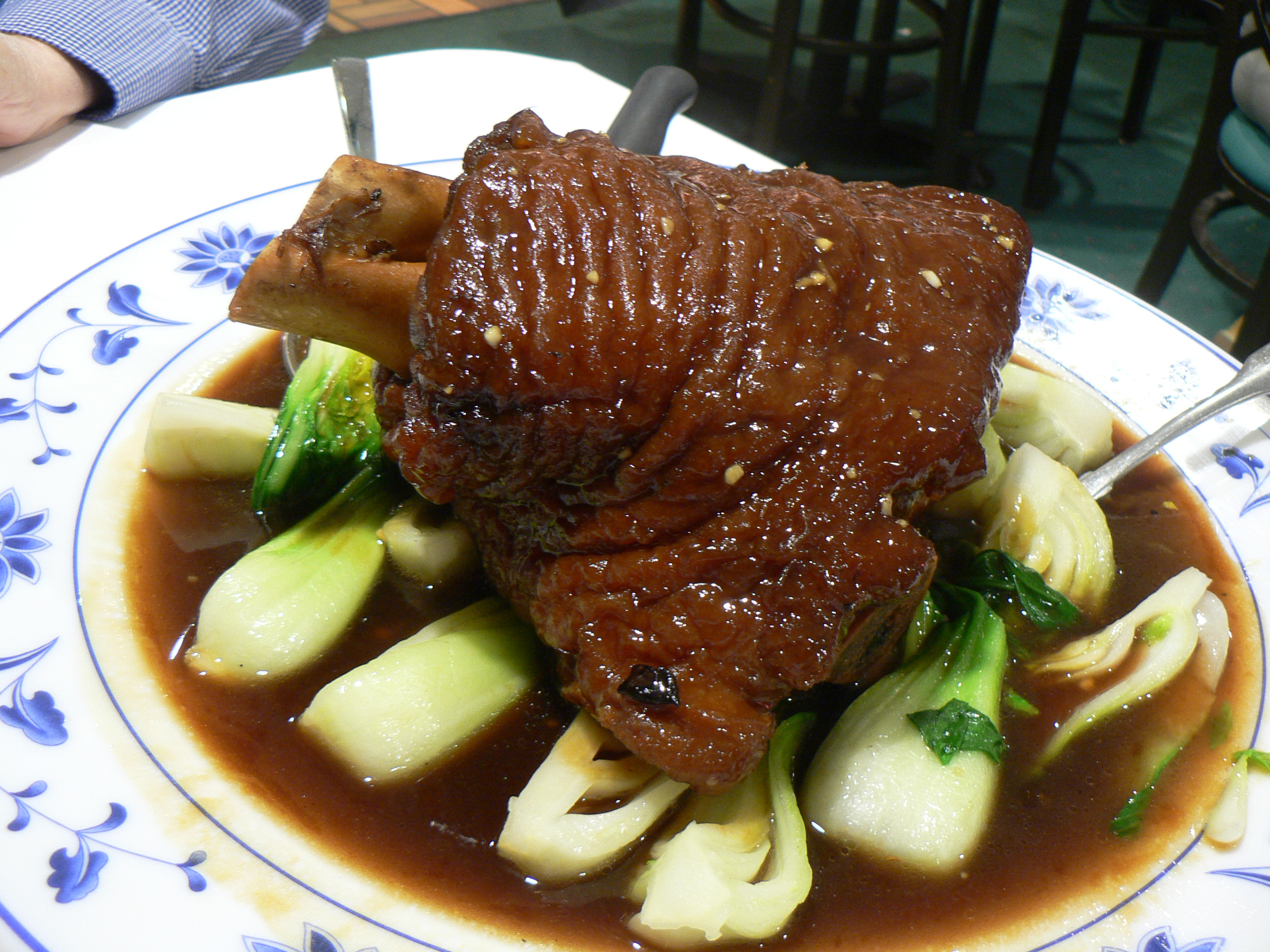
햄 혹과 청경채 (중국 요리)
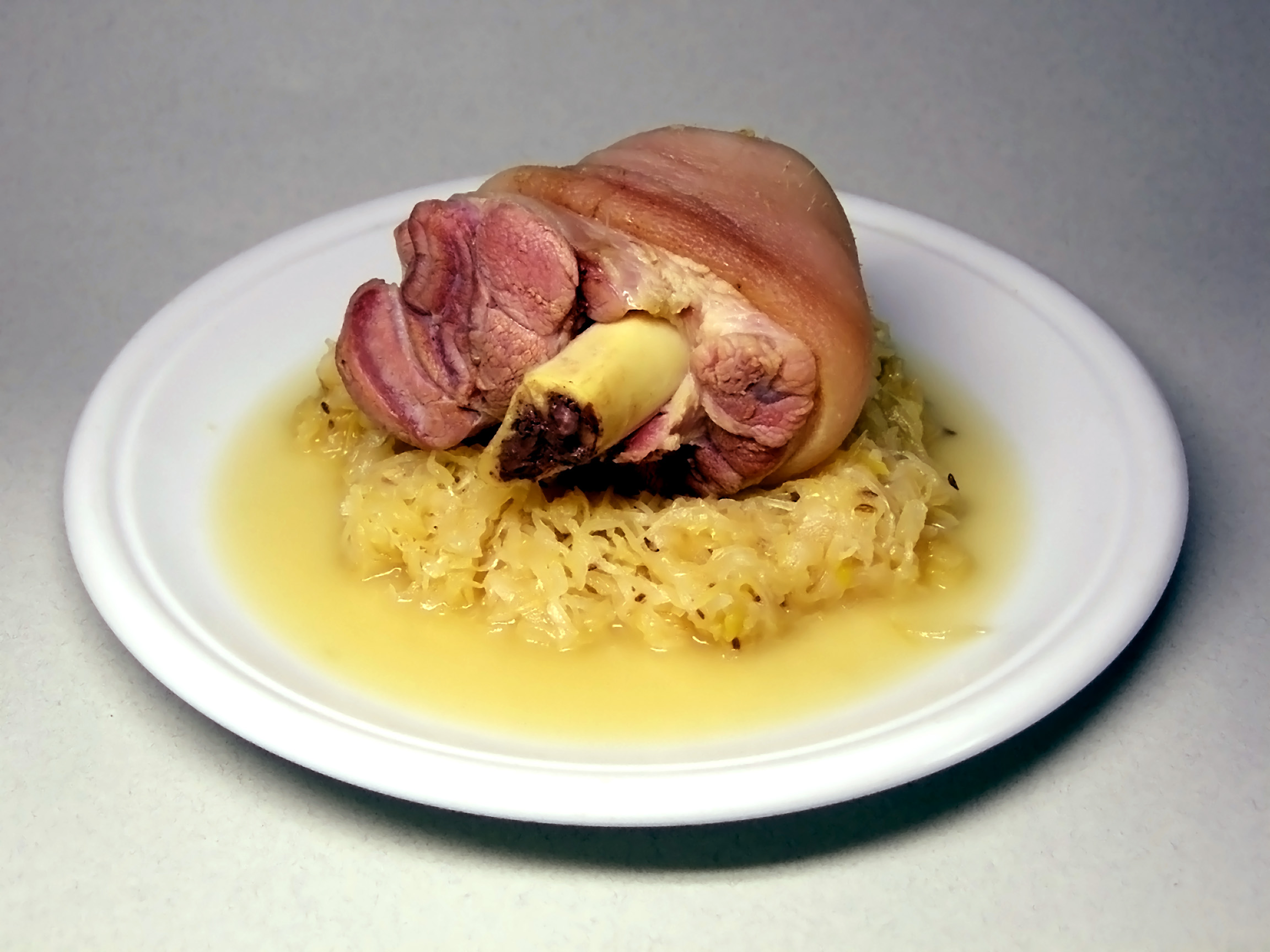
아이스바인 (독일 요리)
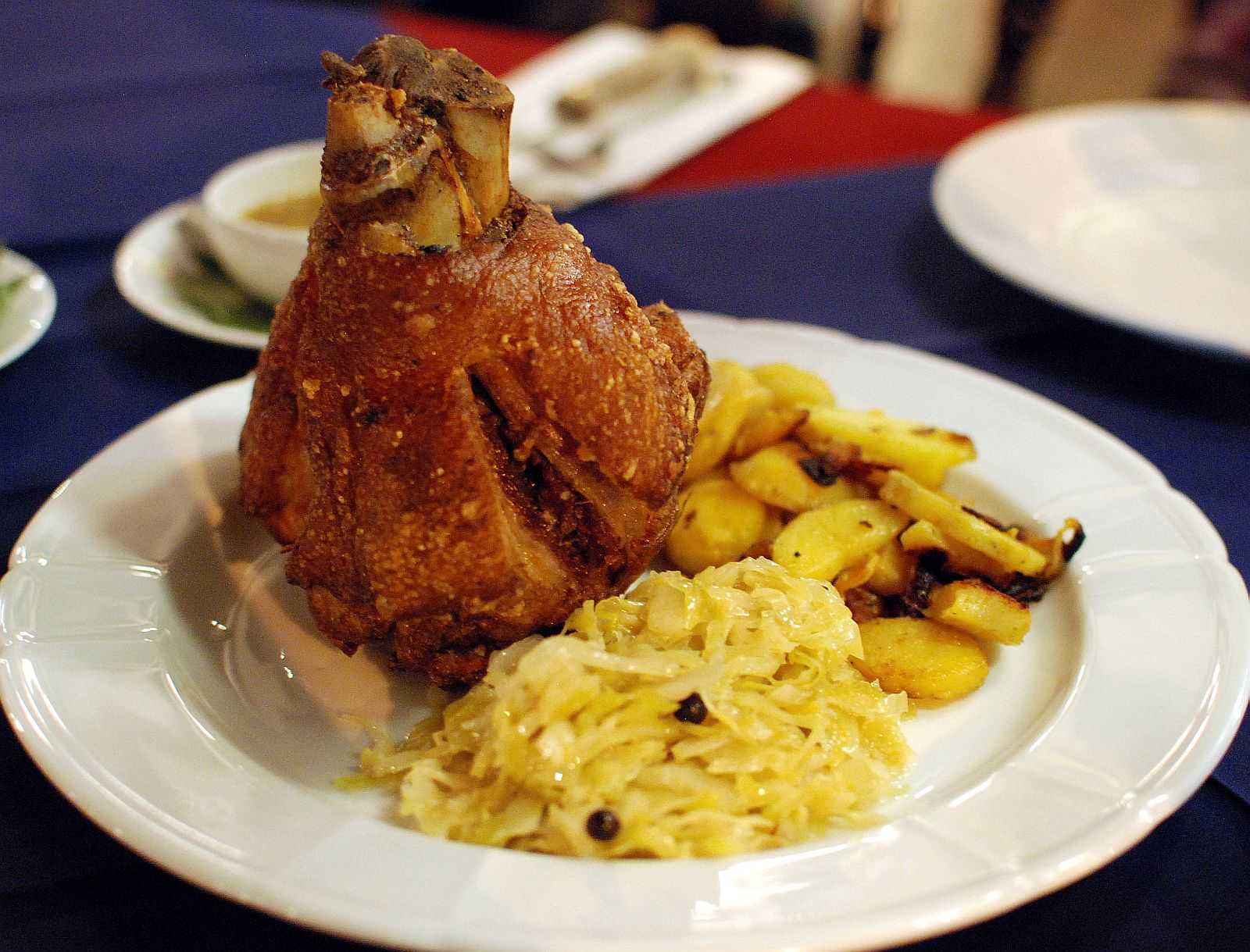
슈바인스학세 (독일 요리)

## 같이 보기
- 족발